# Janetschekia
Janetschekia este un gen de păianjeni din familia Linyphiidae.
Cladograma conform Catalogue of Life:
| Janetschekia | \| \| Janetschekia monodon \| \| \| \| \| \| Janetschekia necessaria \| \| \| \| |
|              | \| \| Janetschekia monodon \| \| \| \| \| \| Janetschekia necessaria \| \| \| \| |
|              | Janetschekia monodon                                                             |
|              |                                                                                  |
|              | Janetschekia necessaria                                                          |
|              |                                                                                  |